# Рекреационная география
Рекреационная география — научное направление в географии, возникшее на стыке экономической географии туризма и отдыха, социальной географии (особенно географии туризма и отдыха), медицинской географии, биогеографии, физической географии, изучающее территориальные закономерности и особенности деятельности людей, направленной на восстановление и развитие физических и духовных сил.

«Нужно заботиться о том, чтобы территории национальных парков не скудели, чтобы они постоянно сохраняли те свойства, которые и сделали их ценными для оздоровительных целей. Парки должны быть предназначены только для отдыха, и только для отдыха. Поэтому никакие заготовки леса, строительства химических предприятий, добычи полезных ископаемых открытым способом, строительства дач и других сооружений для индивидуального пользования здесь недопустимы!».

В книгах и статьях В. С. Преображенского была выявлена роль потребностей, интересов, мотивов пространственного поведения, роль деятельности человека как связки, без которой не могут возникать функциональные и пространственные связи общества с окружающей средой. В рамках развития теории рекреационной географии В. С. Преображенский поставил вопрос о необходимости разработки единого «баланса отдыха», в котором бы учитывались потребности населения в различных формах отдыха и возможности удовлетворить этот спрос.